# Jacob Eberhard Lyth
Jacob Eberhard Lyth, född 1810, död 1852, var en svensk skolman och präst. .
Lyth var lärare vid Rowland Hills skola i Birmingham 1830-33, därefter vid Hillska skolan på Barnängen, lärare vid gymnasiet i Visby 1840–1850, konrektor vid lärdoms- och apologistskolan där 1847 och prästvigd 1842. Bland Lyths skrifter märks en på sin tid mycket spridd Tysk språklära (1834, ett flertal senare upplagor).
Han var far till Gustaf Lyth.